# Alluaudomyia unguistyla
Alluaudomyia unguistyla är en tvåvingeart som beskrevs av Debenham 1971. Alluaudomyia unguistyla ingår i släktet Alluaudomyia och familjen svidknott. Inga underarter finns listade i Catalogue of Life.